# Glukoza
Glukoza (in russo Глюкоза?, Gljukoza, precedentemente Глюк'оZа), pseudonimo di Natal'ja Il'inična Ionova, coniugata Čistjakova (in russo Наталья Ильинична Чистякова-Ионова?; Mosca, 7 giugno 1986), è una cantante russa.
Nell'ambito degli MTV Europe Music Awards 2003 ha vinto il premio come miglior artista russo.

## Discografia

### Album in studio
- 2003 – Gljuk'oza Nostra
- 2005 – Moskva
- 2011 – Trans-forma
- 2014 – Začem

### EP
- 2025 – Harmony